# Calophasia melanotica
Calophasia melanotica là một loài bướm đêm trong họ Noctuidae.